# 연산자 (물리학)
연산자(영어: Operator)는 물리적 상태의 공간에서 다른 상태의 공간으로 매핑되는 함수이다. 연산자의 유용성에 대한 가장 간단한 예는 대칭 연구이다 (이러한 맥락에서 군 개념을 유용하게 만든다). 이 때문에 연산자는 고전역학에서 유용한 도구이다. 연산자는 양자역학에서 훨씬 더 중요하며, 이론의 공식화에 본질적인 부분을 형성한다. 연산자는 관측가능량(에너지, 운동량 등 측정 가능한 양)을 설명하는 데 중심적인 역할을 한다.

## 고전역학의 연산자
고전역학에서 입자(또는 입자 시스템)의 움직임은 라그랑지안 {\displaystyle L(q,{\dot {q}},t)} 또는 동등하게 해밀토니안 {\displaystyle H(q,p,t)}에 의해 완전히 결정된다. 이 함수는 일반화 좌표 q, 일반화 속도 {\displaystyle {\dot {q}}=\mathrm {d} q/\mathrm {d} t} 및 그 켤레 운동량의 함수이다.
{\displaystyle p={\frac {\partial L}{\partial {\dot {q}}}}}
L 또는 H가 일반화 좌표 q에 독립적이면, 즉 q가 변해도 L과 H가 변하지 않는다는 것은 q가 변해도 입자의 동역학이 여전히 동일하다는 것을 의미하며, 해당 좌표에 켤레인 운동량은 보존된다 (이는 뇌터 정리의 일부이며, 좌표 q에 대한 운동의 불변성은 대칭이다). 고전역학의 연산자는 이러한 대칭과 관련되어 있다.
보다 기술적으로, H가 특정 군 변환 G의 작용 하에서 불변일 때:
{\displaystyle S\in G,H(S(q,p))=H(q,p)}.
G의 원소는 물리적 연산자이며, 물리적 상태를 서로 매핑한다.

### 고전역학 연산자 표
| 변환           | 연산자                                         | 위치                                                                               | 운동량                                                                             |
| -------------- | ---------------------------------------------- | ---------------------------------------------------------------------------------- | ---------------------------------------------------------------------------------- |
| 병진 대칭      | {\displaystyle X(\mathbf {a} )}                | {\displaystyle \mathbf {r} \rightarrow \mathbf {r} +\mathbf {a} }                  | {\displaystyle \mathbf {p} \rightarrow \mathbf {p} }                               |
| 시간 병진 대칭 | {\displaystyle U(t_{0})}                       | {\displaystyle \mathbf {r} (t)\rightarrow \mathbf {r} (t+t_{0})}                   | {\displaystyle \mathbf {p} (t)\rightarrow \mathbf {p} (t+t_{0})}                   |
| 회전 불변성    | {\displaystyle R(\mathbf {\hat {n}} ,\theta )} | {\displaystyle \mathbf {r} \rightarrow R(\mathbf {\hat {n}} ,\theta )\mathbf {r} } | {\displaystyle \mathbf {p} \rightarrow R(\mathbf {\hat {n}} ,\theta )\mathbf {p} } |
| 갈릴레이 변환  | {\displaystyle G(\mathbf {v} )}                | {\displaystyle \mathbf {r} \rightarrow \mathbf {r} +\mathbf {v} t}                 | {\displaystyle \mathbf {p} \rightarrow \mathbf {p} +m\mathbf {v} }                 |
| 반전성         | {\displaystyle P}                              | {\displaystyle \mathbf {r} \rightarrow -\mathbf {r} }                              | {\displaystyle \mathbf {p} \rightarrow -\mathbf {p} }                              |
| 시간 역전 대칭 | {\displaystyle T}                              | {\displaystyle \mathbf {r} \rightarrow \mathbf {r} (-t)}                           | {\displaystyle \mathbf {p} \rightarrow -\mathbf {p} (-t)}                          |

여기서 {\displaystyle R({\hat {\boldsymbol {n}}},\theta )}는 단위 벡터 {\displaystyle {\hat {\boldsymbol {n}}}}와 각도 θ로 정의된 축에 대한 회전변환행렬이다.

## 생성 집합
변환이 무한소이면, 연산자 작용은 다음 형식이어야 한다.
{\displaystyle I+\epsilon A,}
여기서 {\displaystyle I}는 항등 연산자이고, {\displaystyle \epsilon }은 작은 값을 가진 매개변수이며, {\displaystyle A}는 해당 변환에 따라 달라지며 군의 생성 집합이라고 불린다. 다시, 간단한 예로, 1차원 함수에 대한 공간 변환의 생성 집합을 유도할 것이다.
언급했듯이, {\displaystyle T_{a}f(x)=f(x-a)}이다. 만약 {\displaystyle a=\epsilon }가 무한소라면, 다음과 같이 쓸 수 있다.
{\displaystyle T_{\epsilon }f(x)=f(x-\epsilon )\approx f(x)-\epsilon f'(x).}
이 공식은 다음과 같이 다시 쓸 수 있다.
{\displaystyle T_{\epsilon }f(x)=(I-\epsilon D)f(x)}
여기서 {\displaystyle D}는 변환군의 생성 집합이며, 이 경우 미분 연산자가 된다. 따라서 변환의 생성 집합은 미분이라고 한다.

## 지수 사상
정상적인 상황에서 전체 군은 지수 사상을 통해 생성 집합에서 복구될 수 있다. 변환의 경우 아이디어는 다음과 같이 작동한다.
유한한 값 {\displaystyle a}에 대한 변환은 무한소 변환을 반복적으로 적용하여 얻을 수 있다.
{\displaystyle T_{a}f(x)=\lim _{N\to \infty }T_{a/N}\cdots T_{a/N}f(x)}
여기서 {\displaystyle \cdots }는 {\displaystyle N}번의 적용을 나타낸다. 만약 {\displaystyle N}이 크면, 각 인자는 무한소로 간주될 수 있다.
{\displaystyle T_{a}f(x)=\lim _{N\to \infty }\left(I-{\frac {a}{N}}D\right)^{N}f(x).}
그러나 이 극한은 지수로 다시 쓸 수 있다.
{\displaystyle T_{a}f(x)=\exp(-aD)f(x).}
이 형식적인 표현의 유효성을 확신하려면, 지수를 멱급수로 전개할 수 있다.
{\displaystyle T_{a}f(x)=\left(I-aD+{a^{2}D^{2} \over 2!}-{a^{3}D^{3} \over 3!}+\cdots \right)f(x).}
우변은 다음과 같이 다시 쓸 수 있다.
{\displaystyle f(x)-af'(x)+{\frac {a^{2}}{2!}}f(x)-{\frac {a^{3}}{3!}}f^{(3)}(x)+\cdots }
이것은 {\displaystyle f(x-a)}의 테일러 전개이며, 이는 {\displaystyle T_{a}f(x)}의 원래 값이었다.
물리적 연산자의 수학적 속성은 그 자체로 매우 중요한 주제이다. 자세한 정보는 C* 대수 및 겔판트-나이마르크 정리를 참조하라.

## 양자역학의 연산자
양자역학의 수학 공식화 (QM)는 연산자 개념을 기반으로 한다.
양자역학의 물리적 순수 상태는 특수 복소 힐베르트 공간에서 단위 노름 벡터 (확률이 1로 정규화됨)로 표현된다. 이 벡터 공간에서 시간 변화는 진화 연산자의 적용으로 주어진다.
관측가능량, 즉 물리적 실험에서 측정될 수 있는 모든 양은 자기 수반 선형 연산자와 관련되어야 한다. 연산자는 실험 결과로 나타날 수 있는 값이기 때문에 실제 고윳값을 산출해야 한다. 수학적으로 이것은 연산자가 에르미트여야 함을 의미한다. 각 고윳값의 확률은 해당 고윳값과 관련된 부분 공간에 대한 물리적 상태의 투영과 관련된다. 에르미트 연산자에 대한 수학적 세부 정보는 아래를 참조하라.
양자역학의 파동 역학 공식화에서 파동 함수는 공간과 시간에 따라, 또는 동등하게 운동량과 시간에 따라 변하므로(자세한 내용은 위치 및 운동량 공간 참조), 관측가능량은 미분 연산자이다.
행렬 역학 공식화에서 물리적 상태의 노름은 고정되어야 하므로 진화 연산자는 유니타리여야 하며, 연산자는 행렬로 표현될 수 있다. 물리적 상태를 다른 상태로 매핑하는 다른 대칭도 이 제한을 유지해야 한다.

### 파동 함수
파동 함수는 제곱 적분 가능해야 한다. 즉:
{\displaystyle \iiint _{\mathbb {R} ^{3}}|\psi (\mathbf {r} )|^{2}\,d^{3}\mathbf {r} =\iiint _{\mathbb {R} ^{3}}\psi (\mathbf {r} )^{*}\psi (\mathbf {r} )\,d^{3}\mathbf {r} <\infty }
그리고 정규화되어야 한다.
{\displaystyle \iiint _{\mathbb {R} ^{3}}|\psi (\mathbf {r} )|^{2}\,d^{3}\mathbf {r} =1}
고유 상태(및 고유값)의 두 가지 경우는 다음과 같다:
- 이산 기저를 형성하는 '이산' 고유 상태 {\displaystyle |\psi _{i}\rangle }의 경우, 모든 상태는 합 {\displaystyle |\psi \rangle =\sum _{i}c_{i}|\phi _{i}\rangle }이며, 여기서 ci는 복소수로 |ci|2 = ci*ci는 상태 {\displaystyle |\phi _{i}\rangle }를 측정할 확률이며, 해당 고유값 집합 ai도 이산적이다. 이는 유한하거나 가산 무한일 수 있다. 이 경우 두 고유 상태의 내적은 {\displaystyle \langle \phi _{i}\vert \phi _{j}\rangle =\delta _{ij}}로 주어지며, 여기서 {\displaystyle \delta _{mn}}은 크로네커 델타를 나타낸다. 그러나,
- 연속 기저를 형성하는 고유 상태의 연속체의 경우, 모든 상태는 적분 {\displaystyle |\psi \rangle =\int c(\phi )\,d\phi |\phi \rangle }이며, 여기서 c(φ)는 복소 함수로 |c(φ)|2 = c(φ)*c(φ)는 상태 {\displaystyle |\phi \rangle }를 측정할 확률이며, 비가산 무한한 고유값 집합 a가 있다. 이 경우 두 고유 상태의 내적은 {\displaystyle \langle \phi '\vert \phi \rangle =\delta (\phi -\phi ')}로 정의되며, 여기서 {\displaystyle \delta (x-y)}는 디랙 델타를 나타낸다.

### 파동 역학의 선형 연산자
양자 계의 파동 함수를 ψ라고 하고, 어떤 관측가능량 A (위치, 운동량, 에너지, 각운동량 등)에 대한 선형 연산자를 {\displaystyle {\hat {A}}}라고 하자. 만약 ψ가 연산자 {\displaystyle {\hat {A}}}의 고유 함수라면,
{\displaystyle {\hat {A}}\psi =a\psi ,}
여기서 a는 연산자의 고윳값이며, 관측가능량의 측정값에 해당한다. 즉, 관측가능량 A는 측정값 a를 갖는다.
만약 ψ가 주어진 연산자 {\displaystyle {\hat {A}}}의 고유 함수라면, 관측가능량 A에 대한 측정이 상태 ψ에서 이루어지면 확정된 양(고윳값 a)이 관측될 것이다. 반대로, ψ가 {\displaystyle {\hat {A}}}의 고유 함수가 아니라면, {\displaystyle {\hat {A}}}에 대한 고윳값을 갖지 않으며, 이 경우 관측가능량은 단일의 확정된 값을 갖지 않는다. 대신, 관측가능량 A의 측정은 특정 확률로 각 고윳값을 산출할 것이다 ({\displaystyle {\hat {A}}}의 정규직교 고유 기저에 대한 ψ의 분해와 관련됨).
브라-켓 표기법에서 위 식은 다음과 같이 쓸 수 있다.
{\displaystyle {\begin{aligned}{\hat {A}}\psi &={\hat {A}}\psi (\mathbf {r} )={\hat {A}}\left\langle \mathbf {r} \mid \psi \right\rangle =\left\langle \mathbf {r} \left\vert {\hat {A}}\right\vert \psi \right\rangle \\a\psi &=a\psi (\mathbf {r} )=a\left\langle \mathbf {r} \mid \psi \right\rangle =\left\langle \mathbf {r} \mid a\mid \psi \right\rangle \\\end{aligned}}}
만약 {\displaystyle \left|\psi \right\rangle }가 관측가능량 A의 고유 벡터 또는 고유 케트라면 이들은 같다.
선형성 때문에 벡터는 임의의 차원으로 정의될 수 있으며, 벡터의 각 성분은 함수에 개별적으로 작용한다. 수학적 예시 중 하나는 나블라 연산자이며, 이는 그 자체로 벡터이다 (아래 표에서 운동량 관련 양자 연산자에 유용함).
n차원 공간의 연산자는 다음과 같이 쓸 수 있다.
{\displaystyle \mathbf {\hat {A}} =\sum _{j=1}^{n}\mathbf {e} _{j}{\hat {A}}_{j}}
여기서 ej는 각 성분 연산자 Aj에 해당하는 기저 벡터이다. 각 성분은 해당 고윳값 {\displaystyle a_{j}}를 산출할 것이다. 이를 파동 함수 ψ에 작용시키면:
{\displaystyle \mathbf {\hat {A}} \psi =\left(\sum _{j=1}^{n}\mathbf {e} _{j}{\hat {A}}_{j}\right)\psi =\sum _{j=1}^{n}\left(\mathbf {e} _{j}{\hat {A}}_{j}\psi \right)=\sum _{j=1}^{n}\left(\mathbf {e} _{j}a_{j}\psi \right)}
여기서 {\displaystyle {\hat {A}}_{j}\psi =a_{j}\psi .}를 사용했다.
브라-켓 표기법에서:
{\displaystyle {\begin{aligned}\mathbf {\hat {A}} \psi =\mathbf {\hat {A}} \psi (\mathbf {r} )=\mathbf {\hat {A}} \left\langle \mathbf {r} \mid \psi \right\rangle &=\left\langle \mathbf {r} \left\vert \mathbf {\hat {A}} \right\vert \psi \right\rangle \\\left(\sum _{j=1}^{n}\mathbf {e} _{j}{\hat {A}}_{j}\right)\psi =\left(\sum _{j=1}^{n}\mathbf {e} _{j}{\hat {A}}_{j}\right)\psi (\mathbf {r} )=\left(\sum _{j=1}^{n}\mathbf {e} _{j}{\hat {A}}_{j}\right)\left\langle \mathbf {r} \mid \psi \right\rangle &=\left\langle \mathbf {r} \left\vert \sum _{j=1}^{n}\mathbf {e} _{j}{\hat {A}}_{j}\right\vert \psi \right\rangle \end{aligned}}}

### Ψ에 대한 연산자의 교환
두 관측가능량 A와 B가 선형 연산자 {\displaystyle {\hat {A}}}와 {\displaystyle {\hat {B}}}를 가진다면, 교환자는 다음과 같이 정의된다.
{\displaystyle \left[{\hat {A}},{\hat {B}}\right]={\hat {A}}{\hat {B}}-{\hat {B}}{\hat {A}}}
교환자 자체는 (복합) 연산자이다. 교환자를 ψ에 작용시키면 다음과 같다.
{\displaystyle \left[{\hat {A}},{\hat {B}}\right]\psi ={\hat {A}}{\hat {B}}\psi -{\hat {B}}{\hat {A}}\psi .}
만약 ψ가 각각 관측가능량 A와 B에 대한 고윳값 a와 b를 가진 고유 함수이고, 연산자들이 교환한다면:
{\displaystyle \left[{\hat {A}},{\hat {B}}\right]\psi =0,}
그러면 관측가능량 A와 B는 무한한 정밀도로 동시에 측정될 수 있다. 즉, 불확정성 {\displaystyle \Delta A=0}, {\displaystyle \Delta B=0}가 동시에 발생한다. 이때 ψ는 A와 B의 동시 고유 함수라고 한다. 이를 설명하자면:
{\displaystyle {\begin{aligned}\left[{\hat {A}},{\hat {B}}\right]\psi &={\hat {A}}{\hat {B}}\psi -{\hat {B}}{\hat {A}}\psi \\&=a(b\psi )-b(a\psi )\\&=0.\\\end{aligned}}}
이는 A와 B의 측정이 상태의 변화를 일으키지 않음을 보여준다. 즉, 초기 상태와 최종 상태가 동일하다(측정으로 인한 교란 없음). A를 측정하여 값 a를 얻었다고 가정하자. 그런 다음 B를 측정하여 값 b를 얻는다. 다시 A를 측정한다. 여전히 동일한 값 a를 얻는다. 분명히 시스템의 상태('ψ')는 파괴되지 않으므로 A와 B를 무한한 정밀도로 동시에 측정할 수 있다.
만약 연산자들이 교환하지 않는다면:
{\displaystyle \left[{\hat {A}},{\hat {B}}\right]\psi \neq 0,}
이들은 임의의 정밀도로 동시에 준비될 수 없으며, 관측가능량 사이에 불확정성 관계가 존재한다.
{\displaystyle \Delta A\Delta B\geq \left|{\frac {1}{2}}\langle [A,B]\rangle \right|}
심지어 ψ가 고유 함수일지라도 위 관계는 성립한다. 주목할 만한 쌍은 위치-운동량 및 에너지-시간 불확정성 관계, 그리고 임의의 두 직교 축(예: Lx와 Ly, 또는 sy와 sz 등)에 대한 각운동량(스핀, 궤도 및 총)이다.

### Ψ에 대한 연산자의 기댓값
기댓값 (동등하게 평균 또는 평균값)은 영역 R 내 입자에 대한 관측가능량의 평균 측정값이다. 연산자 {\displaystyle {\hat {A}}}의 기댓값 {\displaystyle \left\langle {\hat {A}}\right\rangle }은 다음으로부터 계산된다.
{\displaystyle \left\langle {\hat {A}}\right\rangle =\int _{R}\psi ^{*}\left(\mathbf {r} \right){\hat {A}}\psi \left(\mathbf {r} \right)\mathrm {d} ^{3}\mathbf {r} =\left\langle \psi \left|{\hat {A}}\right|\psi \right\rangle .}
이는 연산자의 임의의 함수 F에 대해 일반화될 수 있다.
{\displaystyle \left\langle F\left({\hat {A}}\right)\right\rangle =\int _{R}\psi (\mathbf {r} )^{*}\left[F\left({\hat {A}}\right)\psi (\mathbf {r} )\right]\mathrm {d} ^{3}\mathbf {r} =\left\langle \psi \left|F\left({\hat {A}}\right)\right|\psi \right\rangle ,}
F의 예로는 ψ에 대한 A의 2중 작용, 즉 연산자를 제곱하거나 두 번 수행하는 것이다.
{\displaystyle {\begin{aligned}F\left({\hat {A}}\right)&={\hat {A}}^{2}\\\Rightarrow \left\langle {\hat {A}}^{2}\right\rangle &=\int _{R}\psi ^{*}\left(\mathbf {r} \right){\hat {A}}^{2}\psi \left(\mathbf {r} \right)\mathrm {d} ^{3}\mathbf {r} =\left\langle \psi \left\vert {\hat {A}}^{2}\right\vert \psi \right\rangle \\\end{aligned}}\,\!}

### 에르미트 연산자
에르미트 연산자의 정의는 다음과 같다.
{\displaystyle {\hat {A}}={\hat {A}}^{\dagger }}
이로부터 브라-켓 표기법으로 다음과 같이 표현할 수 있다.
{\displaystyle \left\langle \phi _{i}\left|{\hat {A}}\right|\phi _{j}\right\rangle =\left\langle \phi _{j}\left|{\hat {A}}\right|\phi _{i}\right\rangle ^{*}.}
에르미트 연산자의 중요한 특성들은 다음과 같다.
- 고윳값은 실수이다.
- 서로 다른 고윳값을 갖는 고유 벡터는 직교한다.
- 고유 벡터는 완전한 정규 직교 기저가 되도록 선택할 수 있다.

### 행렬 역학의 연산자
연산자는 하나의 기저 벡터를 다른 기저 벡터로 매핑하는 행렬 형태로 쓸 수 있다. 연산자는 선형이므로, 행렬은 기저들 사이의 선형 변환 (또는 전이 행렬)이다. 각 기저 원소 {\displaystyle \phi _{j}}는 다음 표현식에 의해 다른 기저 원소와 연결될 수 있다.
{\displaystyle A_{ij}=\left\langle \phi _{i}\left|{\hat {A}}\right|\phi _{j}\right\rangle ,}
이는 행렬 원소이다.
{\displaystyle {\hat {A}}={\begin{pmatrix}A_{11}&A_{12}&\cdots &A_{1n}\\A_{21}&A_{22}&\cdots &A_{2n}\\\vdots &\vdots &\ddots &\vdots \\A_{n1}&A_{n2}&\cdots &A_{nn}\\\end{pmatrix}}}
에르미트 연산자의 또 다른 속성은 서로 다른 고윳값에 해당하는 고유 함수가 직교한다는 것이다. 행렬 형태로 연산자는 측정에 해당하는 실제 고윳값을 찾을 수 있게 한다. 직교성은 양자 계의 상태를 나타내는 적절한 벡터 기저 집합을 허용한다. 연산자의 고윳값은 정방 행렬과 동일한 방식으로 고유 다항식을 풀어 평가한다.
{\displaystyle \det \left({\hat {A}}-a{\hat {I}}\right)=0,}
여기서 I는 n × n 단위 행렬이며, 연산자로서 항등 연산자에 해당한다. 이산 기저의 경우:
{\displaystyle {\hat {I}}=\sum _{i}|\phi _{i}\rangle \langle \phi _{i}|}
연속 기저의 경우:
{\displaystyle {\hat {I}}=\int |\phi \rangle \langle \phi |\mathrm {d} \phi }

### 연산자의 역행렬
비특이 연산자 {\displaystyle {\hat {A}}}는 다음과 같이 정의된 역행렬 {\displaystyle {\hat {A}}^{-1}}을 갖는다.
{\displaystyle {\hat {A}}{\hat {A}}^{-1}={\hat {A}}^{-1}{\hat {A}}={\hat {I}}}
만약 연산자가 역행렬을 갖지 않는다면, 그것은 특이 연산자이다. 유한 차원 공간에서 연산자는 그 필요충분조건이 0이 아닐 때만 비특이적이다.
{\displaystyle \det \left({\hat {A}}\right)\neq 0}
따라서 특이 연산자의 경우 행렬식은 0이다.

### 양자 역학 연산자 표
양자 역학에서 사용되는 연산자는 아래 표에 수집되어 있다 (예를 들어 참조). 캡이 있는 굵은 글씨 벡터는 단위 벡터가 아니며, 3차원 벡터 연산자이다. 즉, 세 공간 성분이 함께 고려된다.
| 연산자 (일반적인 이름)    | 데카르트 성분 | 일반 정의 | SI 단위       | 차원           |
| ------------------------- | --- | --- | ------------- | -------------- |
| 위치                      | {\displaystyle {\begin{aligned}{\hat {x}}&=x,&{\hat {y}}&=y,&{\hat {z}}&=z\end{aligned}}} | {\displaystyle \mathbf {\hat {r}} =\mathbf {r} \,\!} | m             | [L]            |
| 운동량                    | 일반 {\displaystyle {\begin{aligned}{\hat {p}}_{x}&=-i\hbar {\frac {\partial }{\partial x}},&{\hat {p}}_{y}&=-i\hbar {\frac {\partial }{\partial y}},&{\hat {p}}_{z}&=-i\hbar {\frac {\partial }{\partial z}}\end{aligned}}} | 일반 {\displaystyle \mathbf {\hat {p}} =-i\hbar \nabla \,\!} | J s m−1 = N s | [M] [L] [T]−1  |
| 운동량                    | 전자기장 {\displaystyle {\begin{aligned}{\hat {p}}_{x}=-i\hbar {\frac {\partial }{\partial x}}-qA_{x}\\{\hat {p}}_{y}=-i\hbar {\frac {\partial }{\partial y}}-qA_{y}\\{\hat {p}}_{z}=-i\hbar {\frac {\partial }{\partial z}}-qA_{z}\end{aligned}}} | 전자기장 (운동 운동량 사용; A, 벡터 퍼텐셜) {\displaystyle {\begin{aligned}\mathbf {\hat {p}} &=\mathbf {\hat {P}} -q\mathbf {A} \\&=-i\hbar \nabla -q\mathbf {A} \\\end{aligned}}\,\!} | J s m−1 = N s | [M] [L] [T]−1  |
| 운동 에너지               | 병진 {\displaystyle {\begin{aligned}{\hat {T}}_{x}&=-{\frac {\hbar ^{2}}{2m}}{\frac {\partial ^{2}}{\partial x^{2}}}\\[2pt]{\hat {T}}_{y}&=-{\frac {\hbar ^{2}}{2m}}{\frac {\partial ^{2}}{\partial y^{2}}}\\[2pt]{\hat {T}}_{z}&=-{\frac {\hbar ^{2}}{2m}}{\frac {\partial ^{2}}{\partial z^{2}}}\\\end{aligned}}} | {\displaystyle {\begin{aligned}{\hat {T}}&={\frac {1}{2m}}\mathbf {\hat {p}} \cdot \mathbf {\hat {p}} \\&={\frac {1}{2m}}(-i\hbar \nabla )\cdot (-i\hbar \nabla )\\&={\frac {-\hbar ^{2}}{2m}}\nabla ^{2}\end{aligned}}\,\!}                                                                     | J             | [M] [L]2 [T]−2 |
| 운동 에너지               | 전자기장 {\displaystyle {\begin{aligned}{\hat {T}}_{x}&={\frac {1}{2m}}\left(-i\hbar {\frac {\partial }{\partial x}}-qA_{x}\right)^{2}\\{\hat {T}}_{y}&={\frac {1}{2m}}\left(-i\hbar {\frac {\partial }{\partial y}}-qA_{y}\right)^{2}\\{\hat {T}}_{z}&={\frac {1}{2m}}\left(-i\hbar {\frac {\partial }{\partial z}}-qA_{z}\right)^{2}\end{aligned}}\,\!}                                                                                    | 전자기장 (A, 벡터 퍼텐셜) {\displaystyle {\begin{aligned}{\hat {T}}&={\frac {1}{2m}}\mathbf {\hat {p}} \cdot \mathbf {\hat {p}} \\&={\frac {1}{2m}}(-i\hbar \nabla -q\mathbf {A} )\cdot (-i\hbar \nabla -q\mathbf {A} )\\&={\frac {1}{2m}}(-i\hbar \nabla -q\mathbf {A} )^{2}\end{aligned}}\,\!} | J             | [M] [L]2 [T]−2 |
| 운동 에너지               | 회전 (I, 관성 모멘트) {\displaystyle {\begin{aligned}{\hat {T}}_{xx}&={\frac {{\hat {J}}_{x}^{2}}{2I_{xx}}}\\{\hat {T}}_{yy}&={\frac {{\hat {J}}_{y}^{2}}{2I_{yy}}}\\{\hat {T}}_{zz}&={\frac {{\hat {J}}_{z}^{2}}{2I_{zz}}}\\\end{aligned}}\,\!} | 회전 {\displaystyle {\hat {T}}={\frac {\mathbf {\hat {J}} \cdot \mathbf {\hat {J}} }{2I}}\,\!} | J             | [M] [L]2 [T]−2 |
| 퍼텐셜 에너지             | N/A | {\displaystyle {\hat {V}}=V\left(\mathbf {r} ,t\right)=V\,\!} | J             | [M] [L]2 [T]−2 |
| 총 에너지                 | N/A | 시간에 따라 변하는 퍼텐셜: {\displaystyle {\hat {E}}=i\hbar {\frac {\partial }{\partial t}}\,\!} 시간에 독립적인: {\displaystyle {\hat {E}}=E\,\!} | J             | [M] [L]2 [T]−2 |
| 해밀토니언                | | {\displaystyle {\begin{aligned}{\hat {H}}&={\hat {T}}+{\hat {V}}\\&={\frac {1}{2m}}\mathbf {\hat {p}} \cdot \mathbf {\hat {p}} +V\\&={\frac {1}{2m}}{\hat {p}}^{2}+V\\\end{aligned}}\,\!} | J             | [M] [L]2 [T]−2 |
| 각운동량 연산자           | {\displaystyle {\begin{aligned}{\hat {L}}_{x}&=-i\hbar \left(y{\partial \over \partial z}-z{\partial \over \partial y}\right)\\{\hat {L}}_{y}&=-i\hbar \left(z{\partial \over \partial x}-x{\partial \over \partial z}\right)\\{\hat {L}}_{z}&=-i\hbar \left(x{\partial \over \partial y}-y{\partial \over \partial x}\right)\end{aligned}}}                                                                                                 | {\displaystyle \mathbf {\hat {L}} =\mathbf {r} \times -i\hbar \nabla } | J s = N s m   | [M] [L]2 [T]−1 |
| 스핀 각운동량             | {\displaystyle {\begin{aligned}{\hat {S}}_{x}&={\hbar \over 2}\sigma _{x}&{\hat {S}}_{y}&={\hbar \over 2}\sigma _{y}&{\hat {S}}_{z}&={\hbar \over 2}\sigma _{z}\end{aligned}}} 여기서 {\displaystyle {\begin{aligned}\sigma _{x}&={\begin{pmatrix}0&1\\1&0\end{pmatrix}}\\\sigma _{y}&={\begin{pmatrix}0&-i\\i&0\end{pmatrix}}\\\sigma _{z}&={\begin{pmatrix}1&0\\0&-1\end{pmatrix}}\end{aligned}}} 는 스핀-1/2 입자에 대한 파울리 행렬이다. | {\displaystyle \mathbf {\hat {S}} ={\hbar \over 2}{\boldsymbol {\sigma }}\,\!} 여기서 σ는 파울리 행렬을 성분으로 하는 벡터이다. | J s = N s m   | [M] [L]2 [T]−1 |
| 총 각운동량               | {\displaystyle {\begin{aligned}{\hat {J}}_{x}&={\hat {L}}_{x}+{\hat {S}}_{x}\\{\hat {J}}_{y}&={\hat {L}}_{y}+{\hat {S}}_{y}\\{\hat {J}}_{z}&={\hat {L}}_{z}+{\hat {S}}_{z}\end{aligned}}} | {\displaystyle {\begin{aligned}\mathbf {\hat {J}} &=\mathbf {\hat {L}} +\mathbf {\hat {S}} \\&=-i\hbar \mathbf {r} \times \nabla +{\frac {\hbar }{2}}{\boldsymbol {\sigma }}\end{aligned}}} | J s = N s m   | [M] [L]2 [T]−1 |
| 전이 쌍극자 모멘트 (전기) | {\displaystyle {\begin{aligned}{\hat {d}}_{x}&=q{\hat {x}},&{\hat {d}}_{y}&=q{\hat {y}},&{\hat {d}}_{z}&=q{\hat {z}}\end{aligned}}} | {\displaystyle \mathbf {\hat {d}} =q\mathbf {\hat {r}} } | C m           | [I] [T] [L]    |

### 양자 연산자 적용 예시
파동 함수에서 정보를 추출하는 절차는 다음과 같다. 입자의 운동량 p를 예로 들어보자. 1차원 위치 기저에서 운동량 연산자는 다음과 같다.
{\displaystyle {\hat {p}}=-i\hbar {\frac {\partial }{\partial x}}}
이를 ψ에 작용시키면 다음을 얻는다.
{\displaystyle {\hat {p}}\psi =-i\hbar {\frac {\partial }{\partial x}}\psi ,}
만약 ψ가 {\displaystyle {\hat {p}}}의 고유 함수라면, 운동량 고윳값 p는 입자의 운동량 값이며, 다음 식을 통해 찾는다.
{\displaystyle -i\hbar {\frac {\partial }{\partial x}}\psi =p\psi .}
3차원의 경우 운동량 연산자는 나블라 연산자를 사용하여 다음이 된다.
{\displaystyle \mathbf {\hat {p}} =-i\hbar \nabla .}
데카르트 좌표계(표준 데카르트 기저 벡터 ex, ey, ez 사용)에서 이는 다음과 같이 쓸 수 있다.
{\displaystyle \mathbf {e} _{\mathrm {x} }{\hat {p}}_{x}+\mathbf {e} _{\mathrm {y} }{\hat {p}}_{y}+\mathbf {e} _{\mathrm {z} }{\hat {p}}_{z}=-i\hbar \left(\mathbf {e} _{\mathrm {x} }{\frac {\partial }{\partial x}}+\mathbf {e} _{\mathrm {y} }{\frac {\partial }{\partial y}}+\mathbf {e} _{\mathrm {z} }{\frac {\partial }{\partial z}}\right),}
즉:
{\displaystyle {\hat {p}}_{x}=-i\hbar {\frac {\partial }{\partial x}},\quad {\hat {p}}_{y}=-i\hbar {\frac {\partial }{\partial y}},\quad {\hat {p}}_{z}=-i\hbar {\frac {\partial }{\partial z}}\,\!}
고윳값을 찾는 과정은 동일하다. 이는 벡터 및 연산자 방정식이므로, ψ가 고유 함수라면 운동량 연산자의 각 성분은 운동량의 해당 성분에 해당하는 고윳값을 가질 것이다. {\displaystyle \mathbf {\hat {p}} }를 ψ에 작용시키면 다음이 된다.
{\displaystyle {\begin{aligned}{\hat {p}}_{x}\psi &=-i\hbar {\frac {\partial }{\partial x}}\psi =p_{x}\psi \\{\hat {p}}_{y}\psi &=-i\hbar {\frac {\partial }{\partial y}}\psi =p_{y}\psi \\{\hat {p}}_{z}\psi &=-i\hbar {\frac {\partial }{\partial z}}\psi =p_{z}\psi \\\end{aligned}}\,\!}

## 같이 보기
- 유계 선형 연산자
- 표현론